# Queen's Own Highlanders (Seaforth and Camerons)

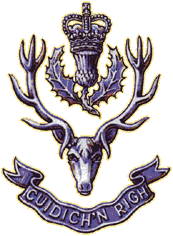

Queen's Own Highlanders (Seaforth and Camerons), oficialmente abreviado QOHldrs, foi um regimento de infantaria da Divisão Escocesa do exército britânico. Foi criado em 7 de fevereiro de 1961 na Redford Barracks, Edimburgo, com a fusão do 1º Batalhão do Seaforth Highlanders e 1º Batalhão do Queen's Own Cameron Highlanders. Devido a reestruturação da Options for Change, no entanto, o 1º Batalhão Queen's Own Highlanders foi fundido com 1º Batalhão Gordon Highlanders, em 17 de setembro de 1994 para formar o 1º Batalhão Highlanders (Seaforth, Gordons and Camerons).